# Теменугови
Теменугови (Violaceae; също Alsodeiaceae, Leoniaceae, Retrosepalaceae) е семейство покритосеменни растения, включващо около 800 вида в 21 рода. В по-старите класификации, като тази на Кронкуист, семейството е част от разред Violales, но системата APG II го включва в Malpighiales.

## Родове
- Подсемейство Fusispermoideae
Fusispermum
- Подсемейство Leonioideae
Leonia
- Подсемейство Violoideae
Триб Rinoreeae
Подтриб Hymenantherinae
Hymenanthera
Melicytus
Подтриб Isodendriinae
Isodendrion
Подтриб Paypayrolinae
Amphirrhox
Hekkingia
Paypayrola
Подтриб Rinoreinae
Allexis
Decorsella
Gloeospermum
Rinorea (включва и Alsodeia, Phyllanoa, Scyphellandra)
Rinoreocarpus
Триб Violeae
Agatea
Anchietea
Corynostylis
Hybanthopsis
Hybanthus (включва и Acentra, Clelandia, Cubelium, Ionidium, Pigea)
Mayanaea
Noisettia
Orthion
Schweiggeria
Viola (включва и Erpetion, Mnemion) – Теменуга